# Copa América (ciclismo)
La Copa América de Ciclismo es una competición ciclística, masculina y femenina, de un solo día que se disputa en Brasil.
A pesar de su nombre, no es una competencia en la que participen todas las federaciones americanas, siendo más bien disputada por equipos brasileños más algunas selecciones nacionales o clubes extranjeros sobre todo de países cercanos.
Creada en 2001, ha sido disputada casi todas las ediciones en el autódromo de Interlagos de San Pablo, excepto en las ediciones de 2008 y las dos últimas (2012 y 2013) en que la carrera fue trasladada a un circuito urbano en el Parque de Flamengo en Río de Janeiro. En 2015 la carrera vuelve al estado de San Pablo y se correrá en la ciudad de Botucatu.
En las ediciones de 2005 a 2008 y 2012-2013, ha estado inserta en el UCI America Tour en la categoría 1.2. Antes de 2005 también se encontraba en el calendario internacional en la categoría 1.5, excepto en la primera edición.
El ganador de la carrera en más ocasiones es Nilceu Santos con cuatro victorias, todas consecutivas.
Desde la edición de 2003 también se disputa la versión femenina de la carrera, aunque casi siempre de manera amateur (solo entre 2006 y 2008 fue profesional, en la última categoría del profesionalismo: 1.2), realizándose 3 vueltas al mismo circuito. Janildes Fernandes y Clemilda Fernandes, son las máximas ganadoras con tres ediciones cada una.

## Palmarés

### Masculino
En amarillo: edición amateur.
| Año  | Ganador            | Segundo            | Tercero          |
| ---- | ------------------ | ------------------ | ---------------- |
| 2001 | André Grizante     | Murilo Fischer     | Francisco Eudo   |
| 2002 | John Lieswyn       | Gregorio Bare      | Nilceu Santos    |
| 2003 | Renato Roshler     | Matthew DeCanio    | André Grizante   |
| 2004 | Alén Reyes         | Eddie Cisneros     | Armando Camargo  |
| 2005 | Nilceu Santos      | Cristian León      | Marcos Novello   |
| 2006 | Nilceu Santos      | Rodrigo Brito      | Héctor Aguilar   |
| 2007 | Nilceu Santos      | Francisco Chamorro | Raphael Mancini  |
| 2008 | Nilceu Santos      | Francisco Chamorro | Fabielle Mota    |
| 2009 | Francisco Chamorro | Nilceu Santos      | Michel Fernández |
| 2010 | Geraldo Souza      | Edgardo Simón      | Raphael Mancini  |
| 2011 | Breno Sidotti      | Roberto Pinheiro   | Jean Colaca      |
| 2012 | Francisco Chamorro | Roberto Pinheiro   | Nilceu Santos    |
| 2013 | Francisco Chamorro | Nilceu Santos      | Kléber Ramos     |
| 2014 | No se disputó      | No se disputó      | No se disputó    |
| 2015 | Carlos Manarelli   | Francisco Chamorro | Cristian Egidio  |

### Femenino
En amarillo: edición amateur.
| Año  | Ganadora           |
| ---- | ------------------ |
| 2003 | Janildes Fernandes |
| 2004 | Uênia Fernandes    |
| 2005 | Clemilda Fernandes |
| 2006 | Clemilda Fernandes |
| 2007 | Clemilda Fernandes |
| 2008 | Uênia Fernandes    |
| 2009 | Janildes Fernandes |
| 2010 | Luciene Ferreira   |
| 2011 | Janildes Fernandes |
| 2012 | Valquíria Pardial  |
| 2013 | Luciene Ferreira   |
| 2014 | No se disputó      |

## Palmarés por países
| País           | Victorias |
| -------------- | --------- |
| Brasil         | 9         |
| Argentina      | 3         |
| Estados Unidos | 1         |
| Uruguay        | 1         |

| País   | Victorias |
| ------ | --------- |
| Brasil | 11        |